# Фауна Антарктики

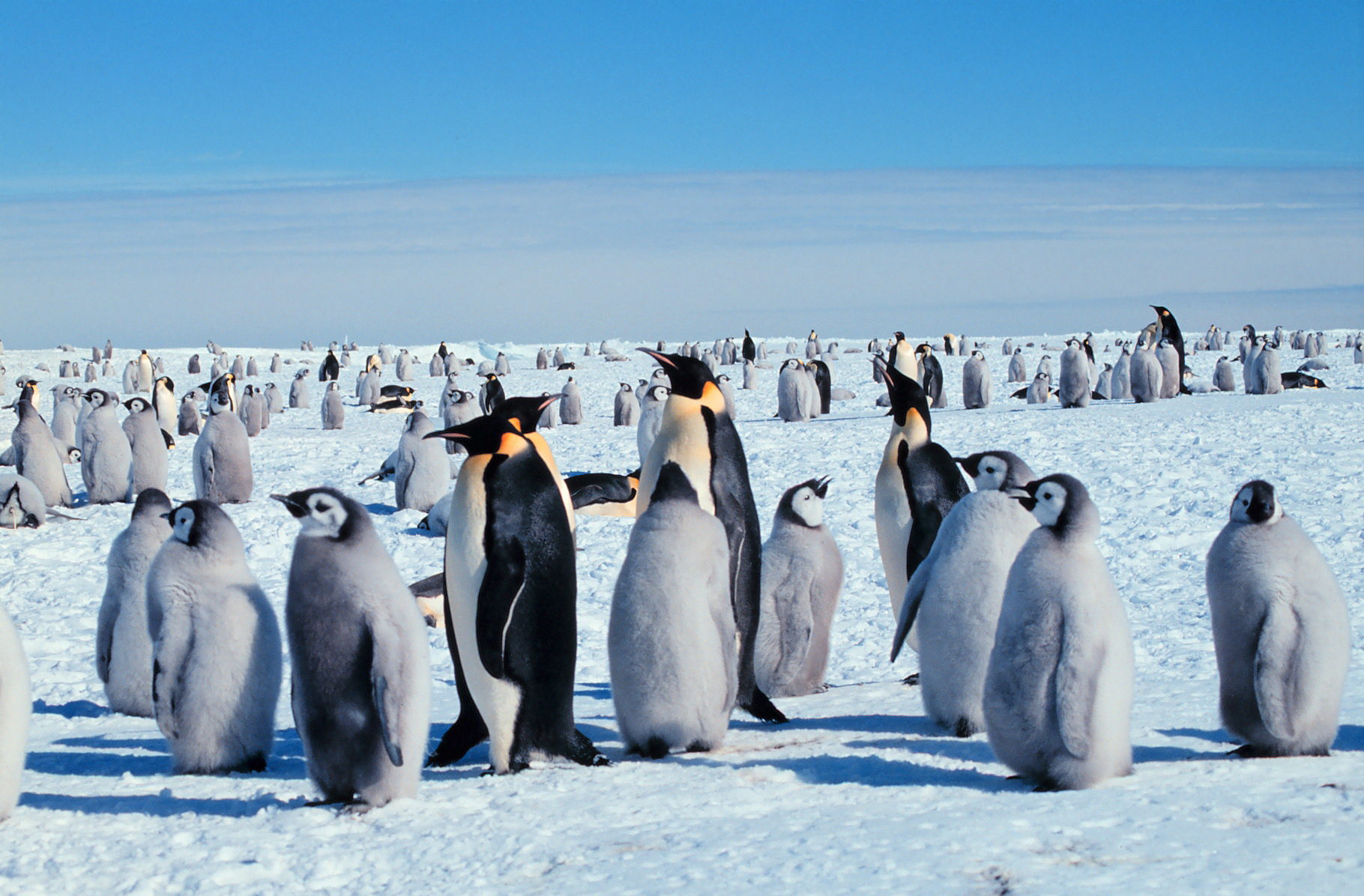
Императорские пингвины в Антарктиде

Фауна Антарктики представлена отдельными видами беспозвоночных, птиц, млекопитающих. В настоящее время в Антарктиде обнаружено не менее 70 видов беспозвоночных, гнездятся четыре вида пингвинов. На территории полярной области найдены ископаемые остатки нескольких видов нептичьих динозавров.
Свободными от ледников и снега остаётся только 2 % территории материковой Антарктики.
Большая часть фауны Антарктиды представлена на нескольких «аренах жизни»: прибрежные острова и льды, прибрежные оазисы на материке (например, «оазис Бангера»), арена нунатаков (гора Амундсена возле Мирного, гора Нансена на Земле Виктории и др.) и арена ледникового щита. Животные наиболее распространены в приморской полосе (только здесь встречаются тюлени и пингвины). Есть здесь и свои эндемики, например, чёрный комар-звонец Belgica antarctica.
На 2023 год известны не менее трех человек, родившихся в Антарктике: на самой Антарктиде или прилегающих островах.

## Беспозвоночные
Беспозвоночные представлены членистоногими (насекомыми и паукообразными), коловратками, тихоходками (Acutuncus antarcticus) и нематодами, обитающими в почвах.
Антарктический зоопланктон, в первую очередь криль прямо или опосредованно является основой цепи питания многих видов рыб, китообразных, кальмаров, тюленей, пингвинов и других животных. В пресноводных озёрах материковых прибрежных оазисов — «сухих долин» — существуют олиготрофные экосистемы, населённые сине-зелёными водорослями, круглыми червями, веслоногими рачками (циклопами) и дафниями.
Антарктическая фауна членистоногих с учётом прибрежных антарктических островов (южнее 60°S) составляет не менее 130 видов: клещи (67 видов), Collembola (19), пухоеды (37), вши (4), блохи (1), двукрылые (2). Из них 54 это паразитические формы.

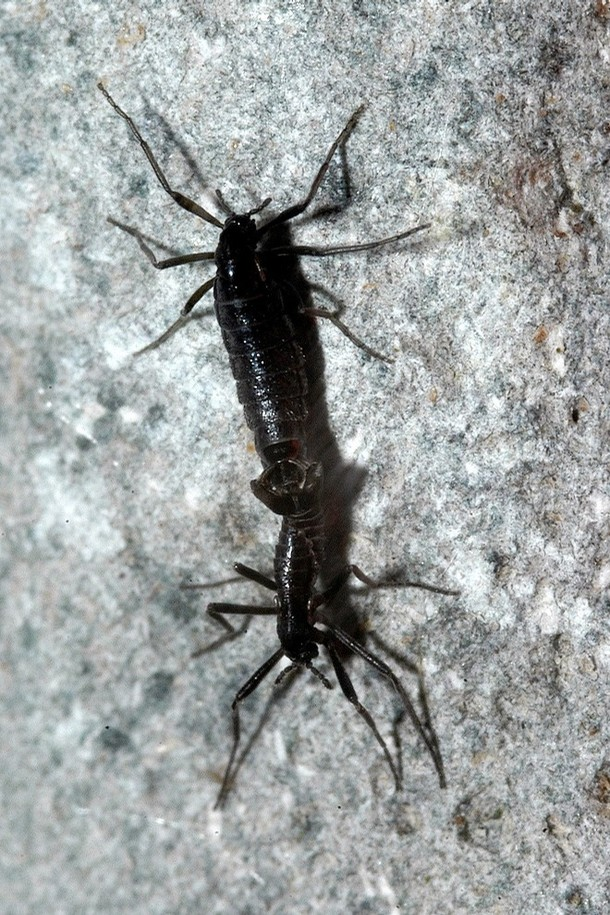
Бескрылый комар Belgica antarctica
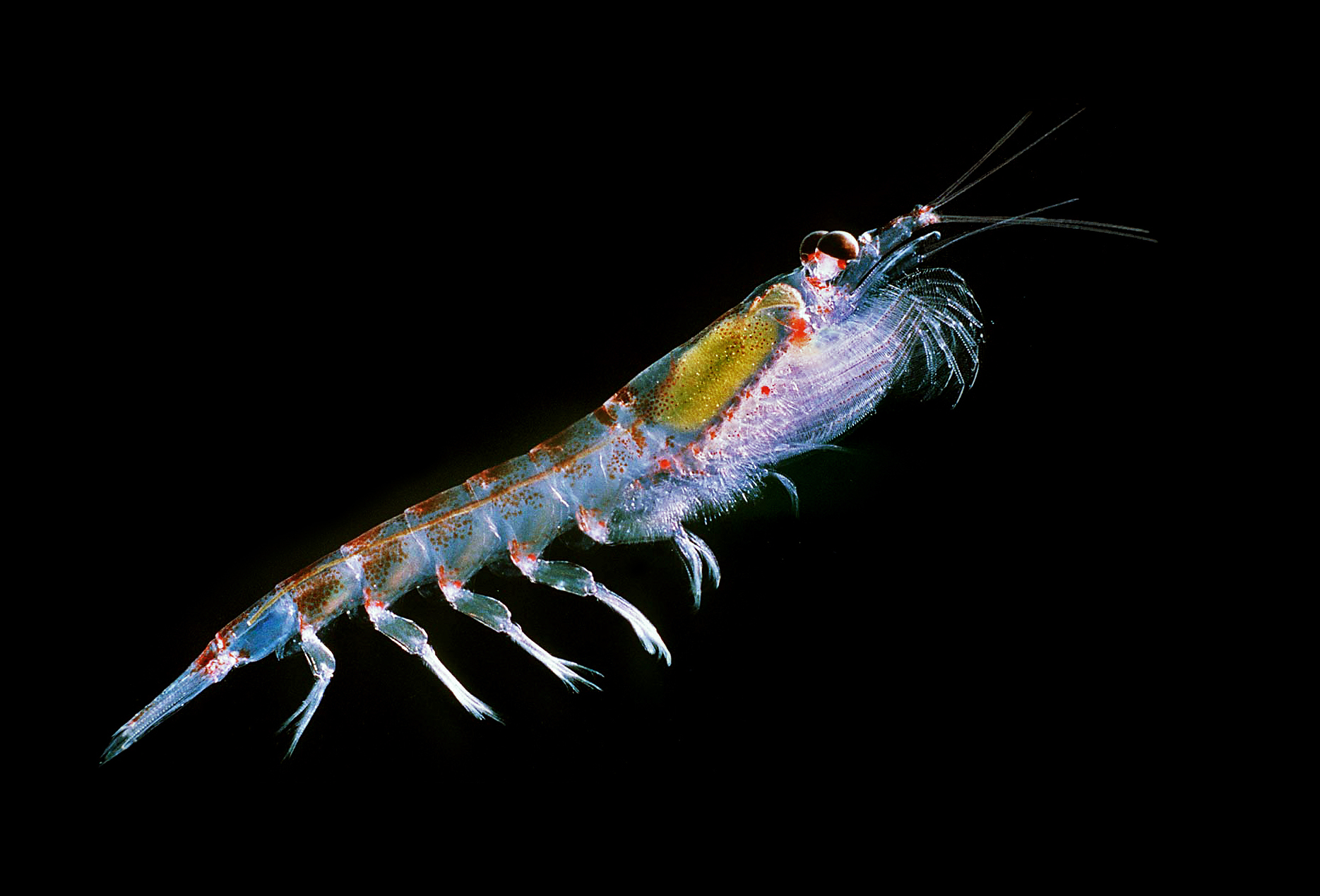
Антарктический криль Euphausia superba

### Клещи
Клещи вида Nanorchestes antarcticus были найдены на 85° ю. ш. в верхнем слое почвы, относительно более увлажненном. Это самая южная находка для всего животного мира. Фауна клещей полярной станции Палмер (64°45’S, 64°05’W, Антарктический полуостров) включает не менее 11 видов клещей: Alaskozetes antarcticus, Halozetes belgicae, Oppia laxolineata, Magellozetes antarcticus (Cryptostigmata), Stereotydeus villosus, Rhagidia gerlachei, Nanorchtestes antarcticus, Tydeus tilbrooki, Protereunetes minutus (Prostigmata), Cyrtolaelaps racovitzai (Mesostigmata).

### Скрыточелюстные
Вид коллембол Cryptopygus antarcticus, обитает между мхами и лишайниками, где питается детритом.
Вид Gressittacantha terranova найден на Земле Виктории. В целом, в Антарктике с учётом Антарктического полуострова (на его западном побережье найдены Friesea grisea, Cryptopygys antarcticus, Tullbergia mediantarctica, Parisotoma octooculata, Archisotoma brucei) и прибрежных антарктических островов (Tullbergia antarctica, Tullbergia mixta) найдено 17 видов коллембол из 13 родов 4 семейств. Более половины из них местные эндемики. Friesea grisea найдена около российской антарктической станции «Молодёжная».

### Насекомые
- Belgica antarctica — чёрного цвета бескрылые комары-звонцы из семейства Chironomidae (отряд двукрылые). Антарктический полуостров Антарктиды (от уровня моря до 150 м; на юг до 64°S). Эти эндемики Антарктики считаются крупнейшими истинно сухопутными, не покидающими поверхность земли, животными Антарктиды[2].

- Glaciopsyllus antarcticus — вид блох из семейства Ceratophyllidae, паразитирующий на птенцах буревестников Fulmarus glacialoides (род Глупыши), на снежном буревестнике (Pagodroma nivea), антарктическом буревестнике (Thalassoica antarctica), капском голубке (Daption capense) и качурке Вильсона (Oceanites oceanicus)[10][11].

## Позвоночные

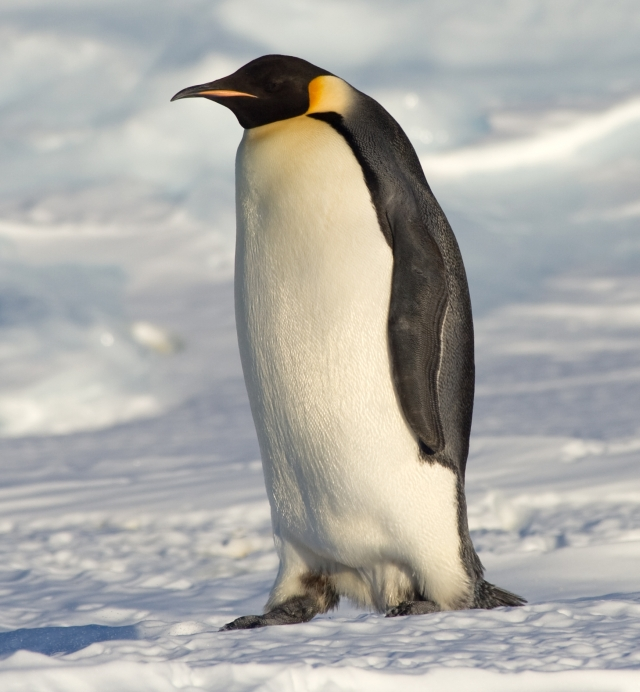
Императорский пингвин
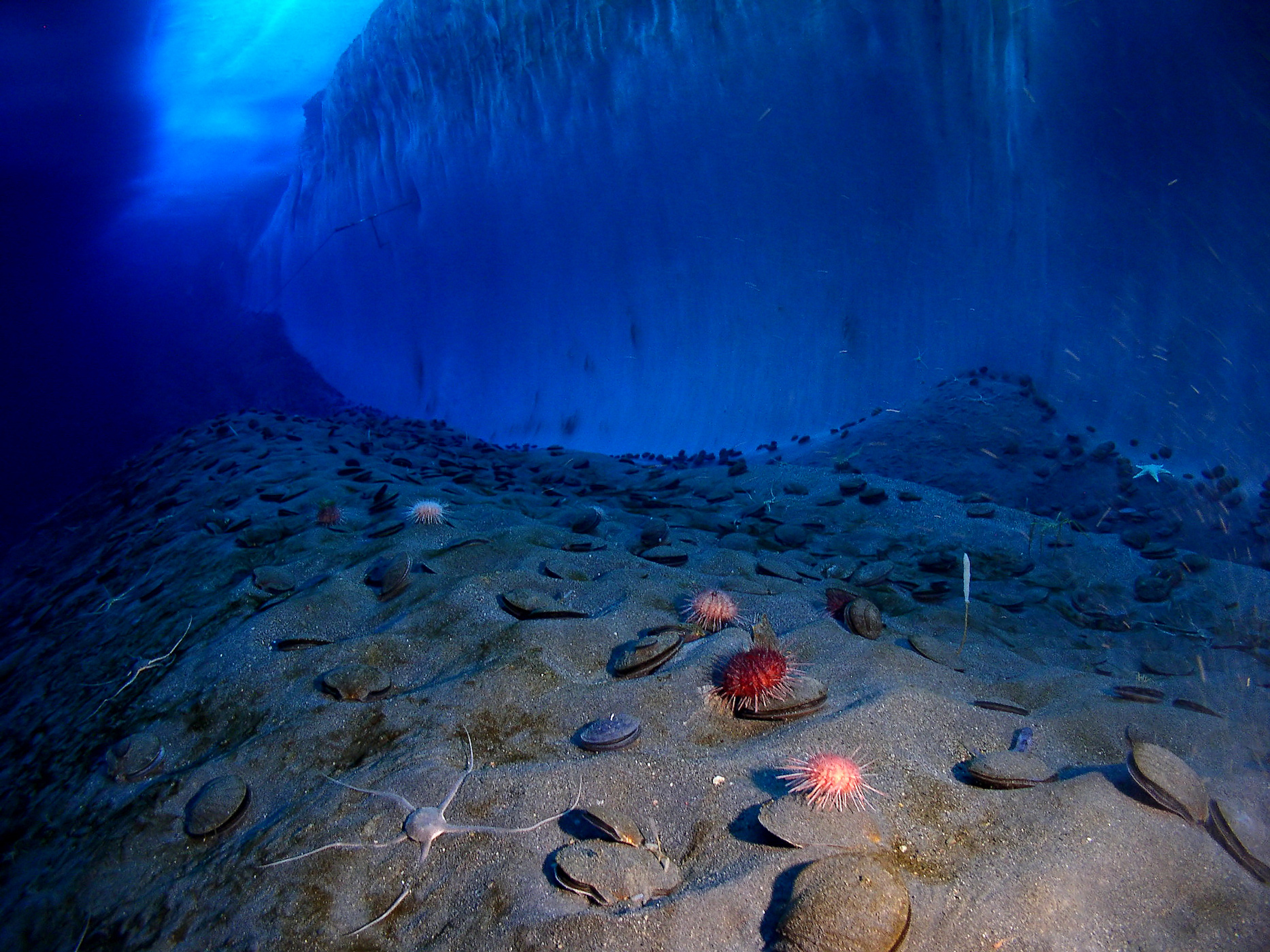
Подводный мир Антарктиды
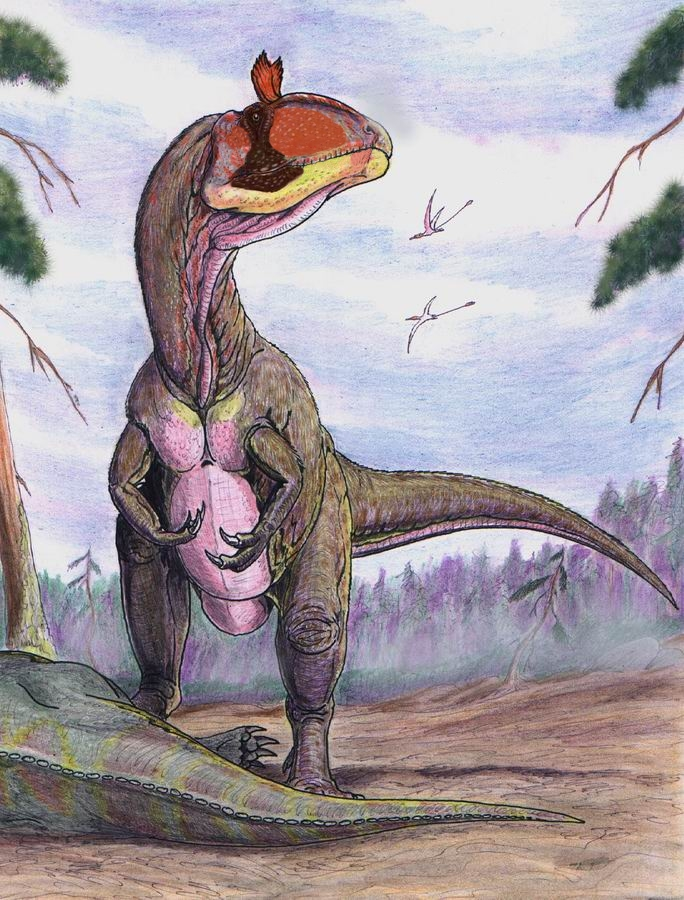
Криолофозавр найден в Антарктиде в 1991 году

### Птицы
На самом материке гнездятся 2 вида пингвинов: императорский пингвин (Aptenodytes forsteri) и пингвин Адели (Pygoscelis adeliae). Ещё 2 вида появляются на материке, но гнездятся только на Антарктическом полуострове: антарктический пингвин (Pygoscelis antarctica) и субантарктический пингвин (Pygoscelis papua).
Из других птиц встречаются несколько видов буревестниковых (антарктический, снежный), два вида поморников, полярная крачка.

### Млекопитающие
Полностью сухопутные млекопитающие в Антарктиде отсутствуют. Из полуводных наземных животных этого класса на берег выходят тюлени: Уэдделла, тюлени-крабоеды, морские леопарды, Росса, морские слоны.
Из дельфинов у берегов Антарктиды (у Шетландских островов, 68°S) обнаружен крестовидный дельфин.

### Человек
Постоянное население в Антарктике в настоящее время отсутствует. Тем не менее, здесь расположены несколько десятков научных станций, в которых общая численность исследователей изменяется от 1000 человек зимой до 4000 летом (граждан России около 150 на 7 станциях).
Первым человеком, родившимся на территории Антарктики стала норвежка Сольвейг Гунбьорг Якобсен, появившаяся на свет в поселении китобоев Грютвикен на острове Южная Георгия 8 октября 1913 года.
Первым человеком, родившимся на самой Антарктиде, считается аргентинец Эмилио Маркос Пальма (7 января 1978 года, на полярной станции «Эсперанса»).
В 1984 году на острове Ватерлоо, прилегающем к Антарктическому полуострову, на станции «Президент Эдуардо Фрей Монталва» родился чилиец Хуан Пабло Камачо.

## Ископаемая фауна

### Динозавры Антарктиды
Первая находка динозавров на территории Антарктиды была сделана в 1986 году: анкилозавр Antarctopelta. До настоящего времени найдено всего несколько видов динозавров, что связано прежде всего с тем, что около 98 % поверхности Антарктиды сейчас находится подо льдом. Большинство из найденных ископаемых остатков являются фрагментарными, из-за чего ряд из них до сих пор не получил научных названий. На острове Росса у северо-западной части Антарктиды обнаружены остатки анкилозавров и динозавра из группы гипсилофодонтид. На острове Вега найдены остатки динозавра из группы гадрозавров. В 1991 году в Антарктиде на склоне горы Килпатрик нашли остатки прозавропода, а также теропода криолофозавра, достигавшего семи метров в длину и обладавшего гребнем на голове шириной 20 см.

## Фауна островов

### Южные Оркнейские острова
Фауна членистоногих Южных Оркнейских островов включает 4 вида коллембол (Cryptopygus antarcticus, Parisotoma octooculata, Archisotoma brucei, Friesea grisea), 8 видов клещей (Alaskozetes antarcticus, Halozetes belgicae, Cyrtolaelaps racovitzai, Stereotydeus villosus, Nanorchtestes antarcticus, Tydeus tilbrooki, Protereunetes minutus, Glycyphagus sp.) и 2 вида жуков (Lathridiidae: Cartodere apicalis, Lathridius minutus).

## Эпидемиология
Впервые в истории в Антарктическом регионе был выявлен высокопатогенный птичий грипп (HPAIV) H5N1. Первый случай обнаружен 17 сентября 2023 года на острове Южная Георгия, а к 8 октября заболевание подтвердилось у коричневых поморников. По данным исследования, вирус H5N1 поразил пять видов птиц и два вида морских млекопитающих, при этом положительный результат на HPAIV показали 66% образцов от птиц (28 из 33) и 35% образцов от млекопитающих (6 из 17).
Генетический анализ выявил, что вирус принадлежит к генотипу B3.2, связанному с вирусами из Южной Америки, преимущественно из Аргентины. Филогенетические исследования показали отдельные пути заноса вируса в Южную Георгию и на Фолклендские острова. Важно отметить отсутствие значимых мутаций, указывающих на адаптацию к млекопитающим, что говорит о низком риске для людей. Однако проникновение HPAIV в хрупкую экосистему Антарктики вызывает серьезные опасения из-за потенциального воздействия на уязвимые популяции местных видов.
Согласно результатам 6-недельной экспедиции на судне Australis, прошедшей в начале 2025 года, высокопатогенный птичий грипп H5N1 обнаружен в 24 из 27 обследованных локаций Антарктического полуострова. Исследователи выявили вирус у 13 видов птиц и млекопитающих: из 846 собранных образцов 188 оказались положительными (от 9 видов птиц и 4 видов тюленей). Наиболее пострадавшими районами стали риф Армстронга, где заражены представители колоний пингвинов Адели и антарктических хохлатых, и бухта Маргарита, где обнаружено 172 мертвых поморника. На юге полуострова наблюдается активное распространение инфекции, с большим разнообразием зараженных видов.